# Sammlung FER Collection
Die Sammlung FER Collection ist eine Privatsammlung internationaler zeitgenössischer Kunst in der baden-württembergischen Stadt Laupheim. Die Buchstaben FER stehen für die Initialen des Sammlers Friedrich Erwin Rentschler (1932–2018).

## Sammlung
Die seit den 1960er Jahren zusammengetragene Sammlung FER hat im Wesentlichen drei Schwerpunkte: die konstruktive Kunst der Nachkriegszeit, neue Tendenzen der 1960er Jahre mit der Minimal Art, Concept Art und der Arte povera sowie der darauf folgenden wilden Malerei der 1980er Jahre. Seitdem wurde die Sammlung kontinuierlich erweitert, wobei auch Fotokunst und Videoinstallationen ihren Einzug in die Sammlung hielten.
In der Sammlung FER sind unter anderem Werke folgender Künstler vertreten:
Josef Albers, Carl Andre, Giovanni Anselmo, Horst Antes, John M. Armleder, Robert Barry, Franz Bernhard, Joseph Beuys, Alighiero Boetti, Peter Bömmels, Monica Bonvicini, Jonathan Borofsky, Angela Bulloch, Daniel Buren, Antonio Calderara, Alan Charlton, Sandro Chia, Eduardo Chillida, Francesco Clemente, Claude Closky, Enzo Cucchi, Walter Dahn, Hanne Darboven, Nicola de Maria,  Rineke Dijkstra, Martin Disler, Jiří Georg Dokoupil, Luciano Fabro, Hans-Peter Feldmann, Rainer Fetting, Dan Flavin, Sylvie Fleury, Liam Gillick, Keith Haring, Adolf Hölzel, Donald Judd, On Kawara, Ida Kerkovius, Yves Klein, Imi Knoebel, Jiří Kolář, Joseph Kosuth, Jannis Kounellis, Julio Le Parc, Sol LeWitt, Nino Longobardi, Piero Manzoni, Mario Merz, Bruce Nauman, Ben Nicholson, Not Vital, Albert Oehlen, Mimmo Paladino, Giulio Paolini, Giuseppe Penone, Arnulf Rainer, Gerhard Richter, George Rickey, Klaus Rinke, Gerwald Rockenschaub, Peter Roehr, Claude Rutault, Salvo, Rob Scholte, Josef Schulz, Richard Serra, Haim Steinbach, Elaine Sturtevant, Jean Tinguely, Niele Toroni und Lawrence Weiner.

## Ausstellung
Als der Platz in seinem privaten Wohnhaus nicht mehr ausreichte, brachte Friedrich Rentschler die Kunstwerke im Jahr 2009 in Räumlichkeiten des „Stadtregals“ in Ulm unter. Seit Juni 2022 befindet sich die Sammlung FER wieder an ihrem Ursprungsort in Laupheim im ehemaligen Wohnhaus ihres Gründers. Die Sammlung an der Adresse Lange Straße 35 kann dort nur auf Voranmeldung besichtigt werden.
Wesentliche Teile der Sammlung wurden schon in folgenden anderen Museen gezeigt:
- Folkwang Museum, Essen, 1984
- Staatsgalerie Stuttgart, 1986
- Kunsthalle der Hypo-Kulturstiftung, München, 1991
- Von der Heydt-Museum, Wuppertal, 1991
- Kunstverein Ulm, 1996, 2004
- Museum für Neue Kunst (Karlsruhe) (ZKM), ab 1999
- Kunstmuseum Kloster Unser Lieben Frauen Magdeburg, 2004
- Stadthaus Ulm, 1996/1997
- Mönchehaus Museum Goslar, 2009